# Incisoscutum
 Incisoscutum  (von lat. incidere „einschneiden“, „eingraben“ und scutum „Schild“) ist eine Gattung der ausgestorbenen Placodermi, einer Gruppe gepanzerter, fischähnlicher Wirbeltiere, aus dem Oberdevon. Sie gehört zur Gruppe der Arthrodira.
Die Typusart I. ritchiei wurde 1981 erstmals wissenschaftlich beschrieben.
Der Holotypus stammt aus der australischen Gogo-Formation und wird auf ein Alter von 365 Millionen Jahren geschätzt. Das Fossil wird unter der Archivnummer WAM 03.3.28 im Western Australian Museum in Perth verwahrt. Es hat eine Länge von ca. 10 cm.
2009 wurden die Reste eines ca. 5 cm langen Embryos in einem Exemplar von I. ritchiei entdeckt, die zeigen, dass dieser Placoderme lebendgebärend war. Ebenfalls 2009 fand man in einem männlichen Fossil von I. ritchiei ca. 6 mm lange Klaspern, ein erektiles Begattungsorgan. Damit gibt es nach den Embryonen-Funden bei den Ptyctodontiden Materpiscis attenboroughi und Austroptyctodus gardineri einen weiteren Beleg für eine Fortpflanzung durch Begattung bei Placodermen. Innere Befruchtung ist demzufolge bereits sehr früh in der Evolution der Wirbeltiere entstanden.
Mehrere Hunderte weltweit in Museen aufbewahrte Exemplare hatten lange Zeit keine Hinweise auf Dimorphismus bei Arthrodiren gegeben, anders als dies bei der verwandten Gruppe der Ptyctodontiden der Fall ist. Daher war der an I. ritchiei gemachte Fund, dass sich an den Bauchflossen Klaspern als lange Loben für die Kopulation befanden, umso spektakulärer.